# Cyrillus Johansson

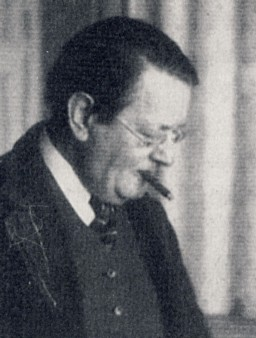
Cyrillus Johansson

Cyrillus Johansson (* 9. Juli 1884 in Gävle; † 20. Mai 1959 auf Lidingö) war ein schwedischer Architekt.

## Werdegang
Cyrillus Johansson legte 1905 sein Examen an der Technischen Hochschule Chalmers in Göteborg ab und drei Jahre später an der Kunstakademie in Stockholm. Danach gründete er sein Architekturbüro und unterwies gleichzeitig im Fach Städteplanung an der Kunsthochschule.
Johansson folgte frühzeitig der Stilrichtung der norddeutschen Backsteinarchitektur und hielt daran im Prinzip bis in die 1950er Jahre fest. Zu seinen frühen Arbeiten gehören unter anderem ein größeres Wohnhaus (1910) in Stockholms Altstadt und die Wassertürme von Ljusdal (1916) und Waxholm (1923). Seine ausgefeilte Backsteinarchitektur kam bei zwei Privatvillen in der Diplomatstaden (Villa Wickström und Villa Bonde, beide 1925) zum Ausdruck und beim Centrumhuset (1931) Ecke Kungsgatan/Sveavägen in Stockholm. Johansson brachte chinesisch inspirierte Baukunst in einige seiner Arbeiten ein, beispielsweise beim Värmlands Museum in Karlstad (1926), wo der kräftige Ziegelbau von einem weit ausschweifenden Pagodendach gekrönt wurde.
Johansson machte sich auch einen Namen als Industriearchitekt. Hier seien genannt; die Gebäude für die Stockholmer Baumwollspinnerei (1916) und für Vin- und Spritcentralen (1920) sowie die Årstabrücke (1924), die mit ihren 19 Betonbögen an ein antikes Aquädukt erinnert. Zu weiteren Werken gehören das Rathaus von Ludvika (1934), die Kapelle von Nikkaluokta (1942), die stark an die Kirche von Kiruna des Architektkollegen Gustaf Wickman erinnert. Johansson entwarf zahlreiche Arbeiterwohnungen in verschiedenen schwedischen Kleinstädten. Eine seiner letzten Arbeiten war die Kirche von Stora Essingen (1959).

## Bilder einiger seiner Werke

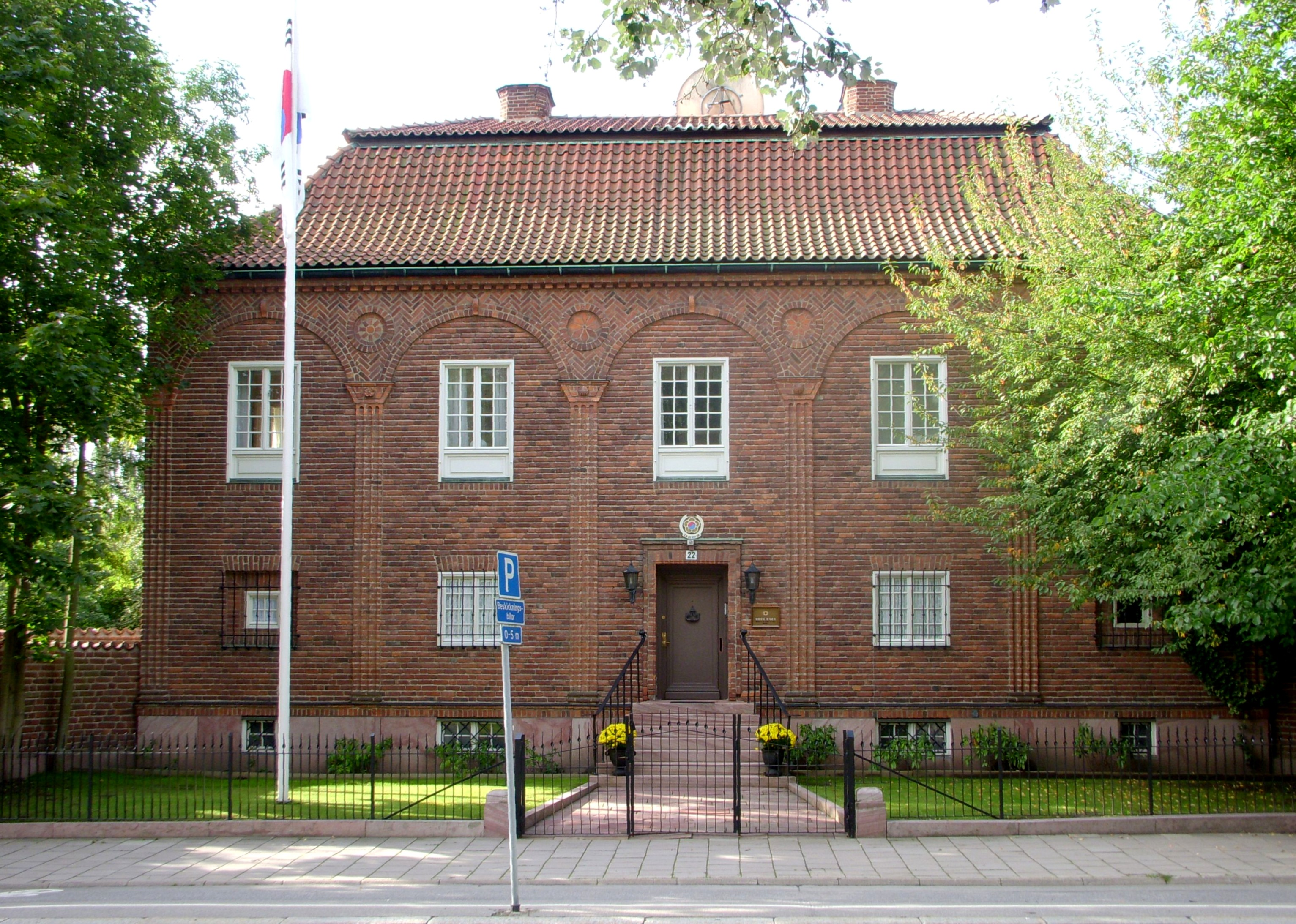
Villa Wikström, 1923
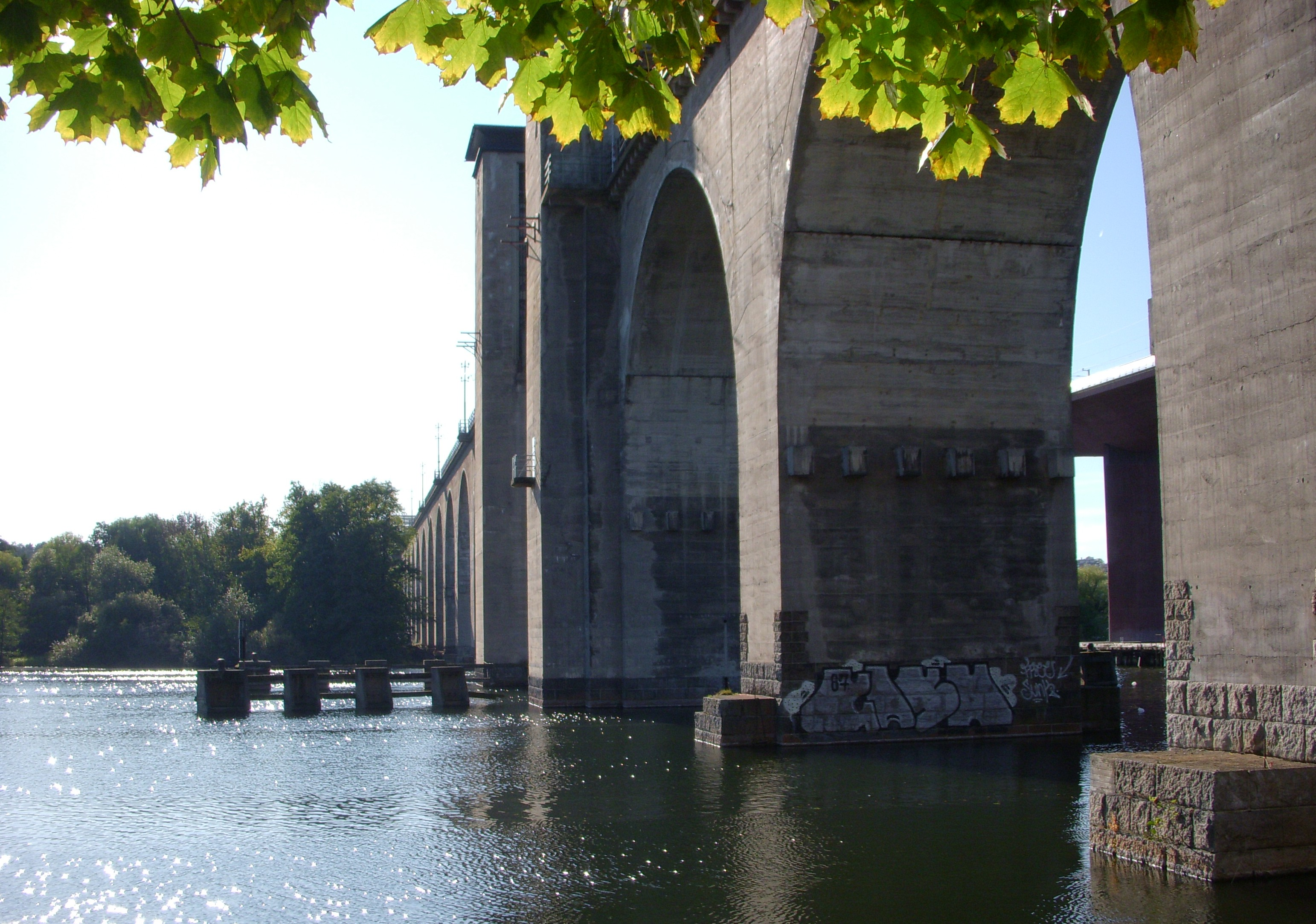
Årstabron, 1924
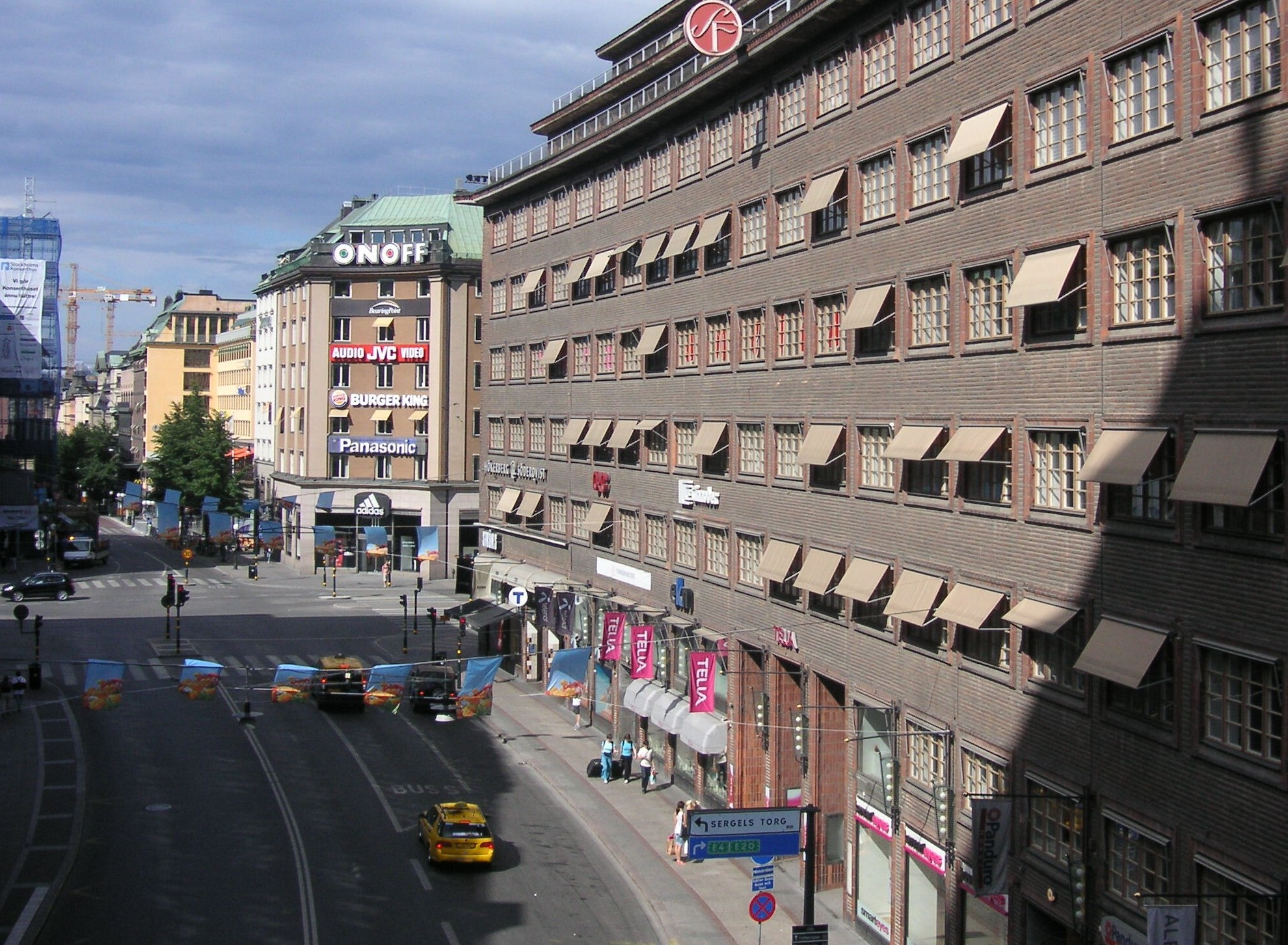
Centrumhuset, 1931
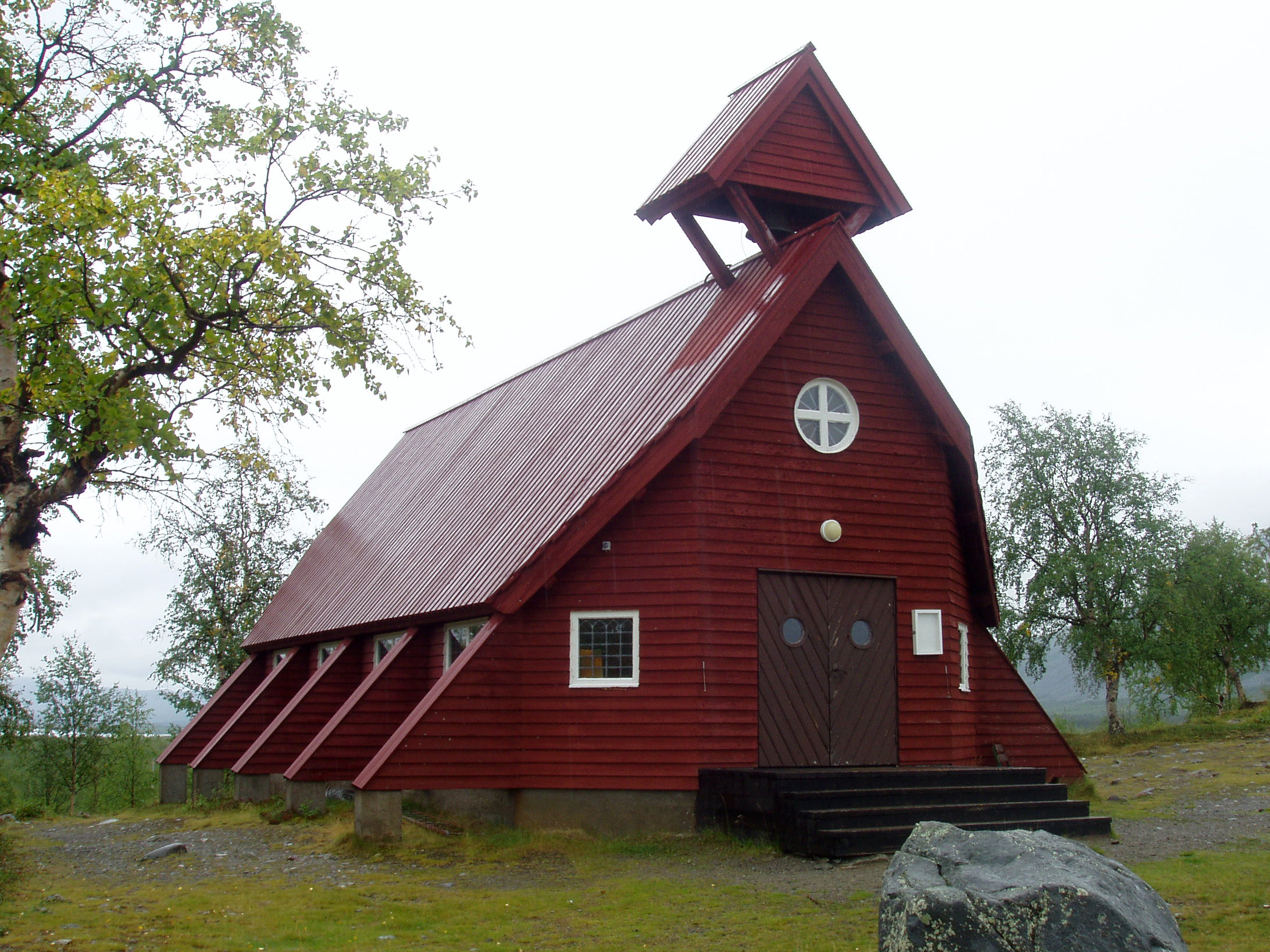
Nikkaluokta kapell, 1942
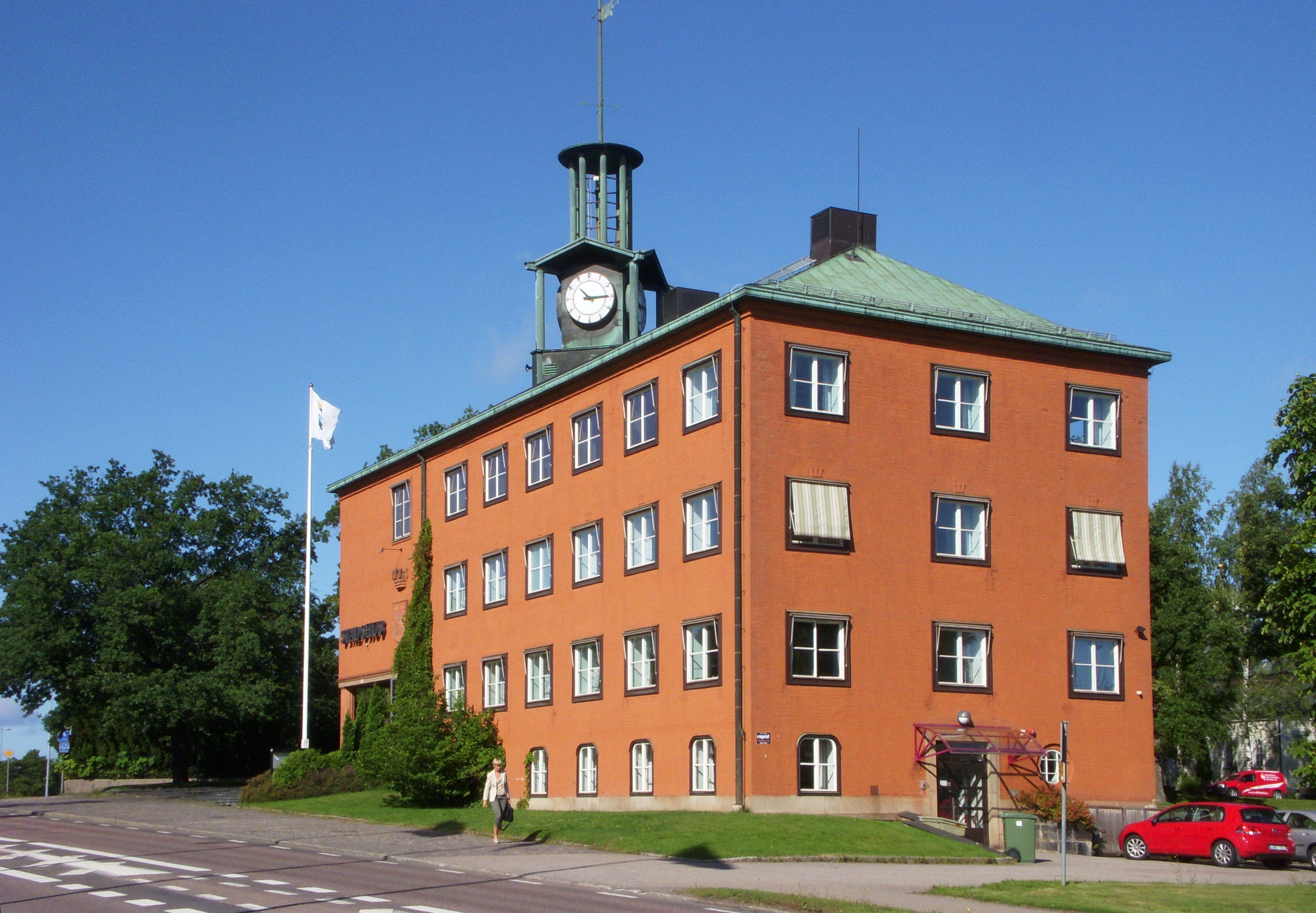
Rathaus in Ludvika, 1937